# Claire Wineland
Claire Lucia Winelandová (10. dubna 1997 – 2. září 2018) byla americká aktivistka a autorka. Ve své neziskové organizaci „Claire's Place Foundation“ podporovala rodiny postižené smrtelnými nemocemi.
Claire Lucia Winelandová napsala knihu Každý Dech, který jsem vzala, přežívá a prosperuje Cystickou Fibrózou. Působila v TEDx.

## Život
Claire Lucia Winelandová se narodila s cystickou fibrózou v texaském Austinu. Objevila se v knize Hudební Muž ve věku 4 let. Ve 13 letech jí selhaly plíce a upadla do kómatu. Měla 1% šanci na přežití a probudila se po 16 dnech. Založila organizace na podporu rodin postižených smrtelné nemocemi, zejména lidi s cystickou fibrózou. Dostávala psychickou podporu od amerických herců (Shane Dawson, Joe Manganiello, Justin Baldoni). Jeden z jejích oblíbených umělců je Lana Del Ray.

## Aktivismus
Claire Lucia Winelandová ve 13 letech založila nadaci „Claire's Place Foundation“. Zatímco ona byla v kómatu, inspirovala se podporou komunity a zahájila 501(c)(3) neziskovou organizaci, která poskytovala podporu dětí s cystickou fibrózou a postihnutým rodinám. Nadace působí prostřednictvím dvou programů: Podpora rodiny s dětmi, která nabízí podporu v léčbě, péče, procesy a emocionální podpory od jiných rodičů a dobrovolníků; a prodlužuje pobyt v nemocnici, kde poskytují finanční pomoc rodinám, kteří se potýkají s pobytem v nemocnici. "Claire's Place Foundation" poskytla finanční pomoc pro 26 rodin.
Claire Lucia Winelandová byla vybrána jako řečník na „AARC Kongres, 63. Mezinárodní Dýchací Konference a výstavy“. Byla TEDx ideologistka a řečnila na mnoha konferencí po celém světě. Claire Lucia Winelandová se objevila v poslední epizodě seriálu Red Band Society a v dokumentární sérii My Last Days. Zapojila se do Philips "Breathless Choir" jako sólistka.

### The Clairity Projekt a YouTube kanál
„The Clairity Project“ je webová stránka, která nabízí řadu vzdělávacích videí a vlogů na YouTube, která chce inspirovat a vzdělávat ostatní o životě s nevyléčitelnou nemocí. Zaměřuje se na změnu pohledu života nemocných.
7. srpna 2017 se po dlouhodobé neaktivitě na kanále vrátila, pod svým skutečným jménem. Její první nahrané video s názvem „I stopped doing the Clairity Project because I got screwed over“ ukázalo, že její kanál není provozován jí samotnou, ale editační společností, a neměla žádnou kontrolu nad jejím kanálem. Později řekla, že poté, co si vzala přestávku od vytváření videí pár měsíců, v důsledku zdraví. Společnost jí odmítla umožnit přístup, aby se přihlásila do jakýchkoliv účtů vztahující se ke kanálu "The Clairity Project". Vzhledem k žádné formální smlouvy o vlastnictví projektu, společnost nadále vydělává z kanálu "The Clairity Project", který v podstatě měla ona, bez toho aby Claire měla kontrolu videí, nebo přehled zisků. Nicméně, Claire uvedla, že nemá energii, nebo peníze, aby se dostala na případ k soudu. Claire nadále pokračovala ve svém vlastním YouTube kanále, kde začala nahrávat její osobní vlogy, pokud šlo o její osobní pocity a myšlenky, cystická fibróza, její délka života a transplantace plic. Nahrála devět videí před její smrtí.

## Smrt
26. srpna 2018, Claire Lucia Winelandová měla mrtvici v důsledku krevní sraženiny , která odřízla průtok krve do pravé části mozku. Zemřela ve věku 21 let, 2. září 2018, v 6:21 hodin, UC San Diego Thornton Pavilon, jeden týden po dvojité transplantaci plic. Její orgány byly darovány těm, kteří to potřebovali. Na počest její smrti americký herec a režisér Justin Baldoni uskuteční romantické drama Five Feet Apart (2019).